# Hořejší mlýn (Kunratice)
Hořejší mlýn v Kunraticích je zaniklý vodní mlýn v Praze 4, který stál na Kunratickém potoce pod hrází Hornomlýnského rybníka (Vernerák). Na jeho místě stojí výšková bytová novostavba, dochovaly se pouze stavby v jižní části bývalého dvora.

## Historie
Vodní mlýn je zmíněn v kupní smlouvě ze 17. června 1791; k mlýnu náleželo 24 strychů a 4 věrtele polí, palouček u chodovské cesty a louka „V milém Bohu“. Mlynář platil úrok vrchnosti na svatého Jiří (24. dubna) a svatého Havla (16. října) po 30 zlatých a 30 krejcarů. Musel také chovat svini plemenici, na níž dostával z panského špejcharu 1 a 1/2 míry zadního žita ročně. Také musel šrotovat slad pro panský pivovar a za každou várku dostával 1/4 vědra piva, které však dál nesměl pod pokutou 5 zlatých prodávat. Při prodeji mlýna 23. listopadu 1797 přenechal dřívější majitel 2 voly, pluh, brány, saně, železný sochor, železné kleště a další.
11. června 1803 vyměnil Vojtěch Tomsa Horní mlýn s Janem Sýkorou za jeho Dolní mlýn.
V roce 1916 proběhla exekuční dražba v odhadní ceně 39.689 K.; mlýn koupil Dr. Bedřich Jahn pro Annu Štulíkovou za 34.000 K. V roce 1930 jej vlastnil Jan Verner a o dva roky později Jaroslav Dytrych, jehož rodině byl 5. dubna 1961 při znárodnění zabaven. Poté si zde Fyziologický ústav ČSAV zřídil mísírnu biologických krmiv. V roce 1971 byl mlýn silně poškozen povodní.
10. srpna 1991 získala rodina mlýn zpět v restituci, ale obratem jej prodala. Na místě mlýnice vznikla výšková bytová novostavba, dochovány byly pouze budovy v jižní části dvora u potoka.

## Popis
Areál mlýna tvořily tři budovy, které stály kolem obdélného dvora otevřeného k východu k rybníku. Mlýn byl ze všech stran obtékán vodou, na severní a západní straně vedl náhon a na jihu potok vytékající z rybníka. Mlýnice se nacházela v severní části dvora; voda k ní vedla náhonem z rybníka a poté se vracela zpět do potoka. V jižní části stály dvě budovy na půdorysu písmene „L“.
V roce 1930 měl mlýn jednu Francisovu turbínu o spádu 4,8 metru a výkonu 9,12 HP.